# سامويل بيترون
سامويل بيترون (بالإنجليزية: Samuel Petrone)‏ (9 يونيو 1989 في الولايات المتحدة - ) هو لاعب كرة قدم أمريكي في مركز الهجوم. لعب مع Rochester Rhinos ‏ وLeiknir Reykjavík ‏ وNJ-LUSO Parma ‏ وMjällby AIF ‏ وHusqvarna FF ‏.

## وصلات خارجية
- سامويل بيترون على موقع اتحاد السويد (السويدية)
- سامويل بيترون على موقع قاعدة بيانات كرة القدم.إي يو (الإنجليزية)
- سامويل بيترون على موقع Soccerway.com (الإنجليزية)